# Сапунов, Алексей Дмитриевич
Алексей Дмитриевич Сапунов (1921-1943) — сержант Рабоче-крестьянской Красной Армии, участник Великой Отечественной войны, Герой Советского Союза (1943).

## Биография
Алексей Сапунов родился 12 июня 1921 года в деревне Кучеряевка (ныне — Дмитровский район Орловской области). После окончания десяти классов школы работал на заводе. В 1941 году Сапунов был призван на службу в Рабоче-крестьянскую Красную Армию. Окончил школу младших командиров. С того же года — на фронтах Великой Отечественной войны.
К июлю 1943 года сержант Алексей Сапунов командовал орудием 5-й батареи 540-го лёгкого артиллерийского полка 16-й лёгкой артиллерийской бригады 5-й артиллерийской дивизии 4-го артиллерийского корпуса прорыва 13-й армии Центрального фронта. Отличился во время Курской битвы. 7 июля 1943 года расчёт Сапунова принимал активное участие в отражении восьми немецких контратак, уничтожив 4 танка. В разгар боя Сапунов получил ранение и контузию, но остался в строю и продолжал вести огонь, пока не погиб вместе со всем расчётом. Похоронен в посёлке Поныри Курской области.
Указом Президиума Верховного Совета СССР от 7 августа 1943 года за «мужество и героизм, проявленные в боях на Курской дуге», сержант Алексей Сапунов посмертно был удостоен высокого звания Героя Советского Союза. Также был награждён орденом Ленина и медалью.
В честь Сапунова названа улица в Понырях, его орудие хранится в Военно-историческом музее артиллерии, инженерных войск и войск связи в Санкт-Петербурге.